# Elimination Chamber: Toronto
Elimination Chamber 2025 року, також рекламоване Elimination Chamber: Toronto — шоу професійного реслінгу, організоване американською компанією WWE. Це був 15-й захід Elimination Chamber, який відбувся в суботу, 1 березня 2025 року (за місцевим часом) в Роджерс-Центрі в Торонто, Онтаріо, Канада. Подія транслювалась за принципом PPV та лайвстримінгом і участь брали в ній реслери брендів промоушену RAW та SmackDown, а також Роксанн Перес з NXT. В основі події лежить матч Elimination Chamber, різновид поєдинку зі сталевою кліткою на вибуття з кількома учасниками (зазвичай шестеро), в якому на кону стоять чемпіонські титули або право на титульний матч.
Шоу включало в себе 4 поєдинки, два з яких це матчі Elimination Chamber (по одному для жінок і чоловіків). Чоловічий поєдинок даного типу, який став головною подією, виграв Джон Сіна у своєму останньому виступі на шоу цієї серії через відхід з професійного реслінгу наприкінці 2025 року, тоді як у жіночому поєдинку, який відкривав захід, перемогу здобула представниця SmackDown Б'янка Белер. В іншому примітному бою, канадець Кевін Овенс переміг іншого канадця Семі Зейна в несанкціонованому матчі. Також на шоу здійснили повернення Ренді Ортон і Джейд Каргілл, а Джон Сіна став лиходієм вперше з 2003 року.
Це була перша подія Elimination Chamber в Торонто і перша подія WWE, яка відбулася в Роджерс-Центрі з часів Реслманії X8 у 2002 році, коли він ще був відомий як SkyDome. Це також другий захід Elimination Chamber в Канаді з 2023 року і четвертий поспіль, який пройшов за межами Сполучених Штатів. Це також перше PPV-шоу, на якому не було захисту чемпіонського титулу з часів Survivor Series у 2021 році.

## Сюжети
Подія включала поєдинки, які стали результатом розвитку сценарних сюжетних ліній. Результати заздалегідь визначались сценаристами WWE на брендах RAW та SmackDown, а сюжетні лінії створені і розвивались на щотижневих телевізійних шоу WWE, Monday Night Raw та Friday Night SmackDown.
На Money in the Bank 6 липня 2024 року Джон Сіна офіційно оголосив, що завершить кар'єру професійного реслера наприкінці 2025 року, виступаючи у WWE з 2002 року (хоча з 2018-го він працював не на постійній основі). Сіна також заявив, що візьме участь в матчі Elimination Chamber, котрий буде для нього останнім поєдинком цього типу. Після поразки в Королівській битві на однойменному шоу 2025 року, на пост-шоу, Сіна заявив, що візьме участь у матчі Elimination Chamber, адже це його останній шанс поборотися за світовий титул і взяти участь у головній події Реслманії. Наступного дня генеральний менеджер RAW Адам Пірс оголосив, що кваліфікаційні матчі розпочнуться вже на наступному випуску червоного щотижневика. Другим учасником став Сі Ем Панк, який переміг Семі Зейна у відбірковому матчі. Третім учасником бою став Дрю МакІнтайр, перемігши у тристоронньому відбірковому матчі Ел Ей Найта та Джиммі Усо під час епізоду SmackDown від 7 лютого. Четверту путівку отримав Логан Пол, котрий переміг Рея Містеріо 10 лютого на RAW. Також, під час того епізоду RAW, переможець «Королівської Битви» Джей Усо вибрав свої опонентом на Реслманії 41 чемпіона світу у важкій вазі Гюнтера, тож чоловічий матч Elimination Chamber визначить претендента для Беззаперечного чемпіона WWE Коді Роудса. П'яте місце було розіграно у тристоронньому поєдинку між Брауном Строуманом, Деміеном Прістом та Джейкобом Фату в епізоді SmackDown за 14 лютого — перемогу здобув Деміен. Останній кваліфікаційний бій між Сетом «Фрікін» Роллінсом та Фінном Балором завершився перемогою Сета.
Кваліфікаційні матчі на жіночий Elimination Chamber також стартували 3 лютого на RAW. Першою учасницею, що відібралася, стала Лів Морган, яка перемогла Ійо Скай по дискваліфікації після втручання чемпіонки світу Рії Ріплі. Друга й третя учасниці були визначені у епізоді SmackDown від 7 лютого: командна чемпіонка WWE Б'янка Белер перемогла Пайпер Нівен, а Алекса Блісс — Кендіс ЛеРей. На RAW від 10 лютого Бейлі перемогла Інтерконтинентальну чемпіонку Лайру Валькірію, ставши 4-ою учасницею. П'яте місце у майбутньому поєдинку в клітці здобула командна чемпіонка WWE Наомі, перемігши чемпіонку Сполучених Штатів Челсі Грін на SmackDown 14 лютого. Жіночий матч Elimination Chamber визначить опонентку для чемпіонки світу серед жінок, оскільки в тому ж епізоді синього щотижневика, переможниця «Королівської Битви» Шарлотт Флер обрала в суперниці для Реслманії 41 чемпіонку WWE Тіффані Страттон. Фінальна путівка була розіграна у епізоді RAW 17 лютого, під час якого представниця NXT Роксанн Перес перемогла Ракель Родрігес.
У червні 2024 року Тіффані Страттон та Ная Джакс створили альянс. За цей час Страттон виграла матч Money in the Bank на однойменному шоу в липні, а Джакс стала чемпіонкою WWE на SummerSlam у серпні. У жовтні Ная також об'єдналась з Кендіс ЛеРей. Після місяців дражнилок зі сторони чемпіонки, Страттон відвернулася від Джакс і успішно використала контракт Money in the Bank в епізоді SmackDown за 3 січня, закінчивши рейн Джакс на 153-ому дні. На Королівській Битві 1 лютого, член Зали слави WWE Тріш Стратус увійшла в однойменний матч під номером 25. Вона вибила ЛеРей перед тим, як була усунена Наєю Джакс. 14 лютого в епізоді SmackDown Джакс провела матч-реванш за чемпіонство, але бій закінчився перемогою Страттон через дискваліфікацію після того, як ЛеРей напала на чемпіонку. Після матчу і Джакс, і ЛеРей продовжували бити Тіффані, поки Стратус, котра перебувала у натовпі, не втрутилась, щоб зрівняти шанси. Потім Тріш запропонувала Страттон об'єднатися у команду на Elimination Chamber: Toronto, і згодом було офіційно оголошено про командний матч між Стратус й Страттон проти Джакс і ЛеРей.
У випуску RAW від 20 січня Семі Зейн говорив про можливу перемогу у Королівській Битві, перш ніж його перервав давній друг Кевін Овенс. Кевін заявив, що Зейн може перемогти на битві, тому що він прикриє його спину, так само, як Овенс знає, що Зейн прикриє його спину в майбутньому поєдинку проти Коді Родса за Беззаперечне чемпіонство WWE, який також відбувся на тому ж шоу. Під час заходу Овенс програв Роудсу, однак під час матчу Зейн з'явився біля рингу, щоб перевірити, як там Кевін, але в сам бій не втручався. У наступному епізоді RAW Зейн не зміг пройти кваліфікацію до матчу Elimination Chamber. Після бою Семі з Сі Ем Панком, Овенс жорстоко атакував Зейна прийомом Package Piledriver, серйозно травмувавши шию Зейна (сюжетно) і вивівши його з ладу на невизначений час. У відеозверненні, розміщеному на X, Зейн повідомив про свою травму і проголосив, що коли медики дозволять йому боротися він прийде по Овенса, котрий відповів, що відмова Зейна допомогти йому під час матчу була зрадою. Овенс також викликав Зейна на поєдинок на шоу Elimination Chamber: Toronto, незалежно від того, чи буде Зейн допущений за станом здоров'я. В епізоді RAW від 17 лютого, Зейн прийняв виклик Овенса на поєдинок, однак генеральний менеджер бренду Адам Пірс відмовився зробити матч офіційним, оскільки Зейн все ще не був допущений за станом здоров'я. Семі відмовився покинути ринг, поки Пірс не оголосить матч офіційним. Пірс сказав Зейну, що не може санкціонувати матч між ними, тож несанкціонований бій між Овенсом і Зейном пройде на батьківщині реслерів, в Канаді.
В епізоді SmackDown від 21 лютого, член ради директорів TKO Двейн «Скеля» Джонсон зробив спеціальну заяву, під час якої викликав до рингу Беззаперечного чемпіона WWE Коді Роудса. Скеля заявив, що хоча вони протистояли один одному на Реслманії XL минулого року, з тих часів вони стали друзями. Хоча Двейн похвалив Коді за те, що він став великим й народним чемпіоном, він хотів, щоб Роудс став його чемпіоном. Скеля стверджував, що він може підняти кар'єру Роудса ще вище і може зробити все можливе для Коді, а також що він буде присутній на шоу Elimination Chamber: Toronto, щоб отримати відповідь від Роудса.

## Матчі
| № | Результати | Умови                                                                                           | Час   |
| - | --- | ----------------------------------------------------------------------------------------------- | ----- |
| 1 | Б'янка Белер перемогла Наомі, Бейлі, Роксанн Перес, Алексу Блісс та Лів Морган утримавши останню.                                      | Матч Elimination Chamber за титульний поєдинок за Чемпіонство світу серед жінок на Реслманії 41 | 29:15 |
| 2 | Тіффані Страттон й Тріш Стратус перемогли Наю Джакс й Кендіс ЛеРей утриманням опонентки.                                               | Командний матч                                                                                  | 11:40 |
| 3 | Кевін Овенс переміг Семі Зейна утриманням опонента.                                                                                    | Несанкціонований матч                                                                           | 27:35 |
| 4 | Джон Сіна переміг Дрю МакІнтайра, Деміана Пріста, Логана Пола, Сета «Фрікін» Роллінса та Сі Ем Панка технічним підкоренням останнього. | Матч Elimination Chamber за титульний поєдинок за Беззаперечне чемпіонство WWE на Реслманії 41  | 32:40 |

### Жіночий матч Elimination Chamber
| Вибула      | Реслер        | Увійшла у матч | Вибита (ким)              | Як                          | Час   |
| ----------- | ------------- | -------------- | ------------------------- | --------------------------- | ----- |
| 1           | Наомі         | 1              | Незмогла продовжувати бій | Була атаковна Джейд Каргілл | 3:23  |
| 2           | Бейлі         | 5              | Лів Морган                | Утриманням                  | 19:05 |
| 3           | Роксанн Перес | 4              | Алекса Блісс              | Утриманням                  | 23:05 |
| 4           | Алекса Блісс  | 6              | Лів Морган                | Утриманням                  | 25:35 |
| 5           | Лів Морган    | 2              | Б'янка Белер              | Утриманням                  | 29:15 |
| Переможниця | Б'янка Белер  | 3              |                           |                             | 29:15 |

### Чоловічий матч Elimination Chamber
| Вибув      | Реслер               | Увійшов у матч | Вибитий (ким) | Як                    | Час   |
| ---------- | -------------------- | -------------- | ------------- | --------------------- | ----- |
| 1          | Дрю МакІнтайр        | 1              | Деміан Пріст  | Утриманням            | 13:10 |
| 2          | Деміан Пріст         | 3              | Логан Пол     | Утриманням            | 14:25 |
| 3          | Логан Пол            | 4              | Сі Ем Панк    | Утриманням            | 18:30 |
| 4          | Сет «Фрікін» Роллінс | 2              | Сі Ем Панк    | Утриманням            | 30:00 |
| 5          | Сі Ем Панк           | 6              | Джон Сіна     | Технічним підкоренням | 32:40 |
| Переможець | Джон Сіна            | 5              |               |                       | 32:40 |